# Simeis 147
Simeis 147 (también llamado SNR G180.0-01.7, Sharpless 2-240 o simplemente S 147) es un resto de supernova que se localiza entre las constelaciones de Tauro y Auriga en dirección al anti-centro galáctico. Fue descubierto en 1952 en el Observatorio Astrofísico de Crimea en Simeiz (antigua Unión Soviética). Informalmente es conocido con el sobrenombre de Nebulosa Espagueti.

## Morfología
En el espectro visible, Simeis 147 aparece como una nebulosa tenue con estructura de cáscara, muy filamentosa. El área de la nebulosa es bastante grande, con una estructura en forma de concha de aproximadamente 200 minutos de arco de diámetro. La estructura de cáscara está dominada por la emisión de Hα de los filamentos, siendo la emisión más brillante en los bordes norte y sur, sobre todo en este último. A pesar de su gran antigüedad —véase más abajo—, conserva su simetría esférica excepto en las regiones de mayor expansión al este y oeste. Igualmente, en radiofrecuencias la cáscara coincide con la observada en el visible.
Aunque el satélite EXOSAT no detectó ninguna emisión de rayos X procedente de este resto de supernova, parece que sí hubo una emisión de rayos X inequívoca detectada por el satélite ROSAT. En cambio, Simeis 147 sí es una fuente de rayos gamma, extendida en el espacio, detectada en el rango de 0,2 - 10 GeV.

## Remanente estelar
Un objeto compacto, el radio púlsar PSR J0538+2817, ubicado a 40 minutos de arco al oeste del centro
de la nebulosa, parece estar asociado con Simeis 147.
Asimismo, una estrella fugitiva de tipo espectral B0.5V (HD 37424) se cree que formaba un sistema binario con el progenitor del púlsar antes de la explosión.

## Distancia y edad
Simeis 147 es uno de los restos de supernova más evolucionados de la Vía Láctea. Su edad estimada es de más de 100 000 años: de acuerdo a la velocidad y el tamaño de la onda de choque, tendría una antigüedad de 140 000 ± 60 000 años.
Por otra parte, Simeis 147 se encuentra a una distancia comprendida entre 600 y 1900 pársecs.
Diversos estudios que relacionan brillo superficial y distancia sitúan este objeto a unos 1000 pársecs. El enrojecimiento interestelar hacia Simeis 147 sugiere una distancia menor —800 pársecs—, mientras que las distancias derivadas de la paralaje del púlsar son significativamente más grandes, oscilando entre 1300 y 1500 pársecs. Finalmente,
a partir de un análisis de extinción de polvo basado en datos del estudio fotométrico con el telescopio Xuyi Schmidt, se ha obtenido una distancia igual a 1220 ± 210 pársecs.